# Fadet marocain
Coenonympha vaucheri
Espèce
Le Fadet marocain (Coenonympha vaucheri) est un papillon appartenant à la famille des Nymphalidae à la sous-famille des Satyrinae et au genre  Coenonympha.

## Classification
Coenonympha vaucheri a été décrit en 1905 par l'entomologiste suisse Charles Theodore Blachier (d) (1859-1915),.

### Liste des sous-espèces
- Coenonympha vaucheri vaucheri Blachier, 1905 - Haut-Atlas
- Coenonympha vaucheri annoceuri (Wyatt, 1952) - Maroc
- Coenonympha vaucheri beraberensis (Lay & Rose, 1979) - Maroc
- Coenonympha vaucheri rifensis (Weiss, 1979)[1]

### Noms vernaculaires
Le Fadet marocain se nomme Vaucher's Heath en anglais.

### Étymologie
L'épithète spécifique, vaucheri, lui a été donnée en l'honneur d'« Henri Vaucher de Tanger, qui a capturé cette espèce dans l'Atlas marocain où elle vole en juillet ».

### Publication originale
- Ch. Blachier, « Descriptions de Lépidoptères nouveaux du Maroc », Bulletin de la Société entomologique de France, Paris, vol. 10, no 15,‎ 1905, p. 212-215 (ISSN 0037-928X, lire en ligne, consulté le 9 mai 2024).

## Description
Le Fadet marocain est de couleur jaune orangé bordé de marron clair avec un gros ocelle marron aveugle à l'apex, et une ligne d'ocelles aveugles aux postérieures.
Le revers des antérieures est semblable, jaune orangé  bordé de marron clair avec un gros ocelle géminé noir pupillé de blanc à l'apex. Les postérieures ont une partie basale marron, une bande postmédiane blanc crème irrégulière doublée d'une ligne d'ocelles pupillés de blanc et cernés de jaune.

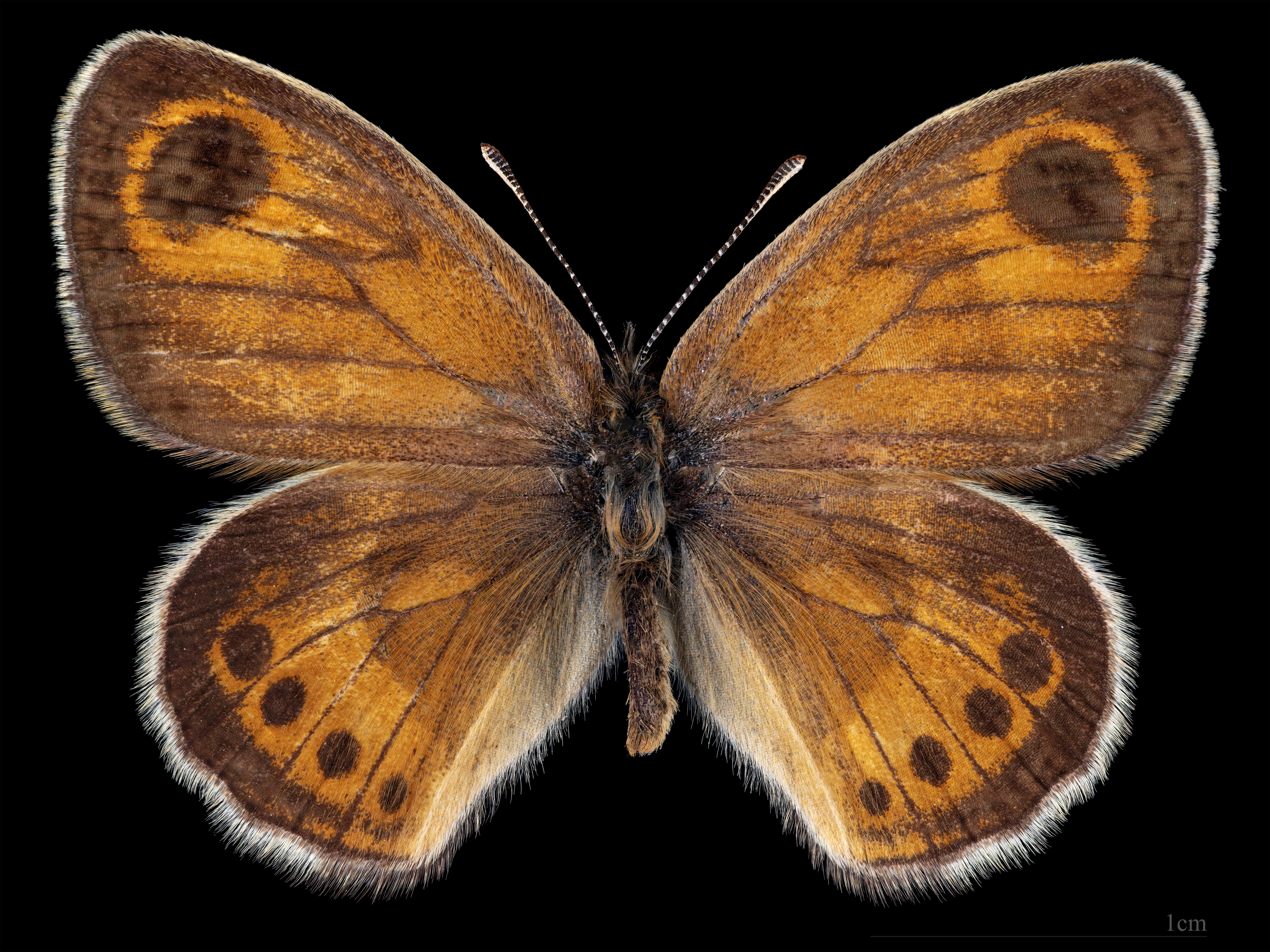
Coenonympha vaucheri ♂ MHNT.
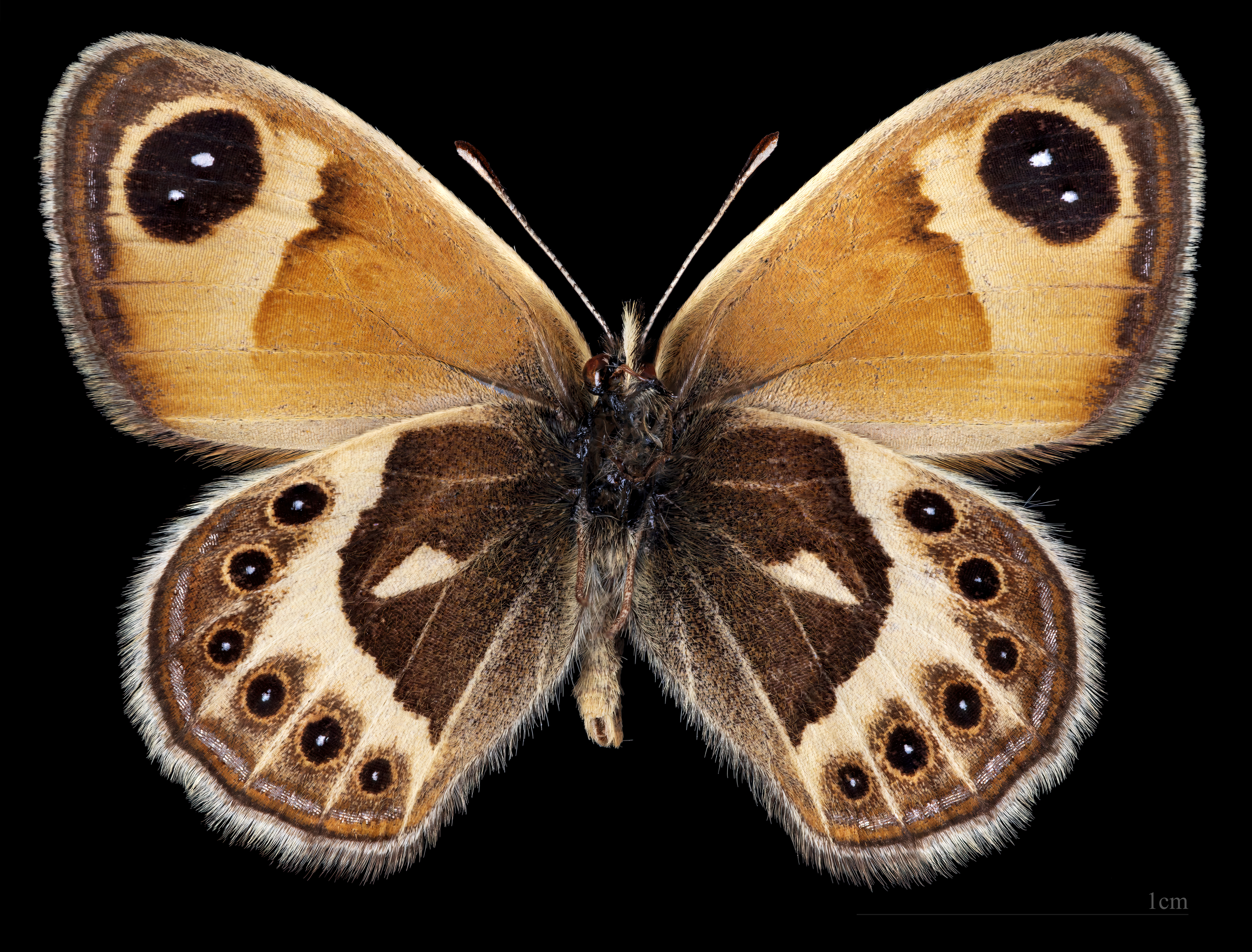
Coenonympha vaucheri ♂  △.

## Biologie

### Période de vol et hivernation
Il vole en une seule génération, entre fin mai et septembre.

### Plantes hôtes
Les plantes hôtes de sa chenille seraient diverses graminées.

## Écologie et distribution
Il est uniquement présent en Afrique du Nord au Maroc, dans le Haut Atlas, le Moyen Atlas et les montagnes du Rif,.

### Biotope
Il réside sur des pentes herbues.